# Athaumasta splendida
Athaumasta splendida är en fjärilsart som beskrevs av Bang-haas 1928. Athaumasta splendida ingår i släktet Athaumasta och familjen nattflyn. Inga underarter finns listade i Catalogue of Life.